# Общеказачий съезд в Петрограде
Общеказачий съезд в Петрограде — первое общероссийское собрание казачества, прошедшее 23-29 марта 1917 года в Петрограде для «выяснения нужд казачества» и обсуждения адаптации казаков к новым политическим реалиям после Февральской революции. Временное правительство санкционировало работу съезда, в котором приняло участие 300 делегатов от всех 12 казачьих войск России, в том числе Корнилов, Дутов, Волков, Богаевский, Вагин и другие. Заседания проходили в Зале Армии и Флота на Кирочной улице (д.1.). Координировал работу съезда петроградский клуб Донской курень. Главными вопросами съезда были вопросы о войне, лояльности Временному правительству и казачьем самоуправлении. По решению съезда был создан Союз казачьих войск во главе с временным советом (председатель — депутат Госдумы, член партии кадетов Аристарх Савватеев)
7-19 июня 1917 года прошел II (учредительный) Общеказачий съезд в Петрограде, в работе которого приняло участие до 600 делегатов.